# Kulissza Színpad
A Kulissza Színpad (korábbi nevén Kulissza Színjátszócsoport) Szatmárnémeti 1996 és 2006 között működő műkedvelő színjátszócsoportja volt. Működése alatt a város legfontosabb műkedvelő csoportjának számított, tagjai sorában több jelentős újságíró, médiaszakember és más értelmiségi, továbbá számos lelkes fiatal és idősebb műkedvelő színjátszó megfordult, de akadtak olyanok is, akik később hivatásos színházi szakemberek lettek.
Célja a nagy múltú szatmárnémeti műkedvelő színjátszás felélesztése és a képességfejlesztés volt. A rendszeres képzés és gyakorlatok mellett a nagyközönség számára is létrehoztak előadásokat (általában évente egy-két előadást, egyéni estet vagy összeállítást mutattak be).

## Megalapítása és működése
A csoportot Bessenyei István és Zákány Mihály színművészek (a Harag György Társulat színészei) hozták létre, lelkes műkedvelők egy csoportjával. Vezető szakirányítója, rendezője Bessenyei István volt.
A társulatnak a G. M. Zamfirescu Művelődési Ház (Szatmárnémeti városi művelődési háza) adott otthont. Ez az intézmény volt egyben a társulat egyetlen fenntartója, támogatója is. A művelődési ház különböző termeiben folytak a képzések, gyakorlatok és próbák, a nagyteremben (a művelődési ház színháztermében) történtek a – rendszerint nagy sikerű – bemutatók.
Elsődleges céljuk a tagok képzése és a képességfejlesztés volt, de a társulat működése alatt több mint tíz különböző nyilvános produkciót is sikerült létrehozniuk. Céljaik közé tartozott eljutni azokra a településekre is, ahol a közönség ritkán, vagy egyáltalán nem találkozhat színházi előadásokkal.
A támogatások teljes hiánya folytán a kétezres évek elejére a társulat a megszűnés szélére sodródott, 2006 után nem hoztak létre előadásokat.

### Szakirányítók

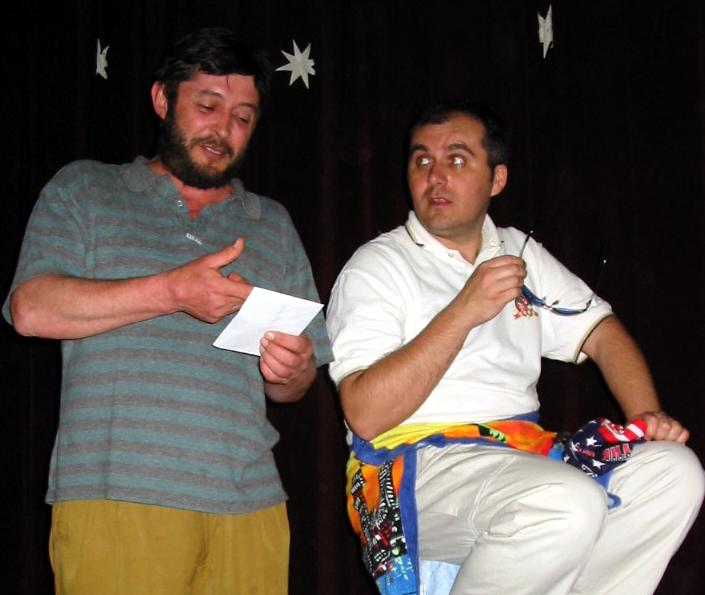
Bessenyei István és Dancs Artur a Nem kapsz levegőt című egyéni műsor rendelkezőpróbáján

- Bessenyei István – társulatvezető, szakirányító (a Harag György Társulat művésze)
- Zákány Mihály színész (a Harag György Társulat művésze)

### A színjátszócsoport tagjai
A színjátszócsoportban megfordult több neves szatmári értelmiségi (és későbbi értelmiségiek, színházi szakemberek is). Az évek során a csoport tagja volt:
- Barakonyi Gergő – későbbi színész, rádiós, a szatmárnémeti City Rádió műsorvezetője volt.
- Bartos Erzsébet – rádiós, médiaszemélyiség, ma a szatmárnémeti City Rádió műsorvezetője
- Budaházi Attila – pedagógus, később dramaturg, ma a Csíki Játékszín irodalmi titkára, dramaturgja
- Dancs Artur – újságíró, rádiós, médiaszakember, közíró, blogger. A rendszerváltás utáni romániai magyar rádiózás egyik úttörője, Amerikába való távozásáig a szatmárnémeti City Rádió műsorvezetője, zenei szerkesztője
- Laczkó Tekla – ma a Harag György Társulat színésze
- Struncz Hanna – a G. M. Zamfirescu Művelődési Ház főtitkára

### Fontosabb előadások
- "És miben játszik?" (Dancs Artur egyéni műsora, 2006)
- Én, az alternatíva (Dancs Artur egyéni műsora, 2004)
- Ámor és cselszövés (kabaré, 2003)
- A nagytestvér mindent lát (Dancs Artur egyéni műsora, 2002)
- Tűz, víz és nyugalom (kabaré, 2001)
- Nem kapsz levegőt (Dancs Artur egyéni műsora, 2001)
- Klotild néni (1999)
- Ezer év hazafias költészetének gyöngyszemeiből (versműsor, 1999)
- Tennessee Williams: Beszélj mint az eső, hadd hallgassalak (szereplők: Budaházi Attila, Illés Mónika, 1998)
- A szabin nők elrablása (1997)